# Sida killipii
Sida killipii är en malvaväxtart som beskrevs av Thomas Henry Kearney. Sida killipii ingår i släktet sammetsmalvor, och familjen malvaväxter. Inga underarter finns listade i Catalogue of Life.